# José Manuel Moreno Periñán
José Manuel Moreno Periñán (Amsterdam, 7 maggio 1969) è un ex pistard spagnolo, campione olimpico nel chilometro a cronometro ai Giochi di Barcellona 1992.

## Carriera
Soprannominato Ratón, nacque ad Amsterdam da genitori emigrati originari di Chiclana de la Frontera, in Andalusia. Tornato in patria all'età di nove anni, cominciò a gareggiare nel ciclismo all'età di 15 anni, diventando presto specialista delle gare veloci su pista, soprattutto cronometro e velocità.
Fu attivo tra i dilettanti dal 1988 al 1993, e tra gli Elite, a seguito dell'unificazione delle categorie dilettanti e professionisti, dal 1994 al 2000. Raggiunse l'apice della carriera il 27 luglio 1992, durante i Giochi olimpici svoltisi a Barcellona, quando, da favorito e spinto dal pubblico casalingo, vinse con netto margine la medaglia d'oro nel chilometro a cronometro. Partecipò anche ai Giochi di Seul 1988 e Atlanta 1996, ma senza vincere medaglie.
Prima del titolo olimpico si era aggiudicato anche un titolo mondiale sempre nel chilometro, nel 1991 a Stoccarda, e due medaglie d'oro, nella velocità e nel chilometro, ai Giochi del Mediterraneo 1991 ad Atene; in carriera fece inoltre suoi numerosi titoli nazionali spagnoli nelle specialità del chilometro, della velocità e della velocità a squadre.

## Palmarès
- 1988

Campionati spagnoli, Velocità
Campionati spagnoli, Chilometro a cronometro
- 1989

Campionati spagnoli, Velocità
Campionati spagnoli, Chilometro a cronometro
- 1990

Campionati spagnoli, Velocità
Campionati spagnoli, Chilometro a cronometro
- 1991

Campionati del mondo, Chilometro a cronometro
Campionati spagnoli, Velocità
Campionati spagnoli, Chilometro a cronometro
Giochi del Mediterraneo, Velocità
Giochi del Mediterraneo, Chilometro a cronometro
- 1992

Giochi olimpici, Chilometro a cronometro
- 1993

Campionati spagnoli, Velocità
Campionati spagnoli, Chilometro a cronometro
- 1995

Campionati spagnoli, Chilometro a cronometro
Campionati spagnoli, Velocità a squadre (con Diego Ortega e Juan Manuel Sánchez)
- 1996

1ª prova Coppa del mondo, Chilometro a cronometro (Cali)
- 1998

Campionati spagnoli, Velocità
Campionati spagnoli, Velocità a squadre (con Diego Ortega e Juan Manuel Sánchez)

## Piazzamenti

### Competizioni mondiali
- Campionati del mondo su pista

Stoccarda 1991 - Chilometro a cr.: vincitore
Hamar 1993 - Chilometro a cr.: 8º
Bogotà 1995 - Velocità: 6º
Bogotà 1995 - Keirin: 8º
Manchester 1996 - Chilometro a cr.: 8º
Bordeaux 1998 - Velocità a squadre: 8º
- Giochi olimpici

Seul 1988 - Velocità: eliminato al 1º t. ripescaggio
Barcellona 1992 - Velocità: 8º
Barcellona 1992 - Chilometro a cr.: vincitore
Atlanta 1996 - Velocità: eliminato agli ottavi di f.